# Волте Гранди (Венеција)
Волте Гранди је насеље у Италији у округу Венеција, региону Венето.
Према процени из 2011. у насељу је живело 285 становника. Насеље се налази на надморској висини од 2 м.